# 최인화
최인화(1985년 12월 12일 ~)는 대한민국의 스케이트코치, 전 피겨스케이팅 선수다.

## 방송
- 아이스 프린세스 (2009)
- 김연아의 키스 & 크라이 (2011) - 9위